# Herzogspark
Der Herzogspark ist eine städtische Grünanlage am nordwestlichen Ende der Altstadt von Regensburg. Die Gestaltung des Parks wird wesentlich geprägt durch den Prebrunnturm der ehemaligen Stadtmauer, die hier endete und durch die Ringmauer einer im späten 17. Jahrhundert erbauten Bastei abgeschlossen wird. Diese heutige große Bastei mit der Ringmauer hatte die nur schwach befestigte und viel kleinere ursprüngliche Bastei der Stadtbefestigung ersetzt, die im Verlauf des Dreißigjährigen Krieges durch kaiserlich-bayerische Truppen zerstört worden war.

## Name und Entstehung
Der Name des Parks – inkorrekt Herzogpark – und auch der Name des zugehörigen Palais – Württembergisches Palais – gehen zurück auf die Schwester des Fürsten Maximilian Karl von Thurn und Taxis, die Herzogin Marie Sophie von Württemberg. Sie nutzte das Palais ab 1843 als Residenz, nachdem sie sich von ihrem Ehemann, Herzog Paul Wilhelm von Württemberg 1835 hatte scheiden lassen. Sie nannte sich nach der Scheidung weiterhin Herzogin Paul von Württemberg und vergrößerte das Areal durch Ankauf von zwei weiteren Grundstücken.
Das Gelände wurde 1935 von der Stadt Regensburg erworben und die bestehende Gartenanlage 1950–1952 zu einem öffentlichen Park umgestaltet. Mit einer Fläche von ca. 1,5 ha zählt der Herzogspark zu den kleineren Parks der Stadt, vereint aber auf dem kleinen Gelände Kunst- und Baudenkmäler aus verschiedenen Epochen sowie eine reichhaltige Pflanzenvielfalt.
Der Park ist der nordwestliche Abschluss der Fürst-Anselm-Allee, deren Baubeginn 1779–1781 von Fürst Carl Anselm von Thurn und Taxis initiiert und finanziert worden war. Die Vollendung des Alleegürtels im Nordwesten der Altstadt erfolgte am Anfang des 19. Jahrhunderts während der Regierungszeit von Fürstbischof Karl Theodor von Dalberg. Nach seinem Regierungsantritt wollte Dalberg die Vollendung der Allee tatkräftig unterstützen und verkaufte bereits 1804 einige Grundstücke mit Resten der dort verlaufenden teilzerstörten ehemaligen Stadtbefestigungsanlagen und unbebaute Zwingergrundstücke an den Fürstlich Thurn & Taxisschen Geheimen Rat Georg Friedrich von Müller, der dort ein Palais erbauen wollte. Auch das Gelände und die baulichen Anlagen der 1665 errichteten Prebrunn-Bastei wurden an Müller zur Errichtung von Parkanlagen verkauft.

## Park- und Gartenanlagen

Brunnen von 1599

Im südlichen Teil des Herzogsparks wurde ein Renaissancegarten geschaffen. Herzstück ist ein im Zuge der Umgestaltung zum Park freigelegter achteckiger, aus einem Stück gearbeiteter Brunnen aus Natursandstein, dessen Seiten verschiedene Motive aus Heraldik, Botanik und Astronomie zeigen. Von ihm führen mehrere geometrisch ausgerichtete, von niedrigen Buchsbaumhecken gesäumte Kieswege weg; die dazwischenliegenden Flächen wurden als Blumenrabatten gestaltet. Entlang einer der Hecken werden Pflanzen angebaut, die aus den Dramen William Shakespeares bekannt sind.
Über den gesamten Herzogspark verteilt finden sich botanische Lehrgärten, die sich jeweils einem bestimmten Thema widmen. In der Nähe des Eingangs ist zwischen Granit-Findlingen etwa Alpenflora zu sehen, darunter Enzian, Alpenrose, Almstrauchheide sowie diverse Primeln, Nelken, Glockenblumen etc. Den ehemaligen Stadtgraben beherrschen dagegen Rhododendron-Gewächse. Auf einer Terrasse mit Blick auf die Donau wurde ein artenreicher Rosengarten angelegt. Auf dem Zentralhügel befindet sich ein Goldfisch- und Seerosenteich. In der Nähe des Renaissancegartens beschäftigen sich Themengärten etwa mit „weißblütigen Pflanzen“ mit „Quellsteinen“ oder „Pflanzen aus dem Süden“.

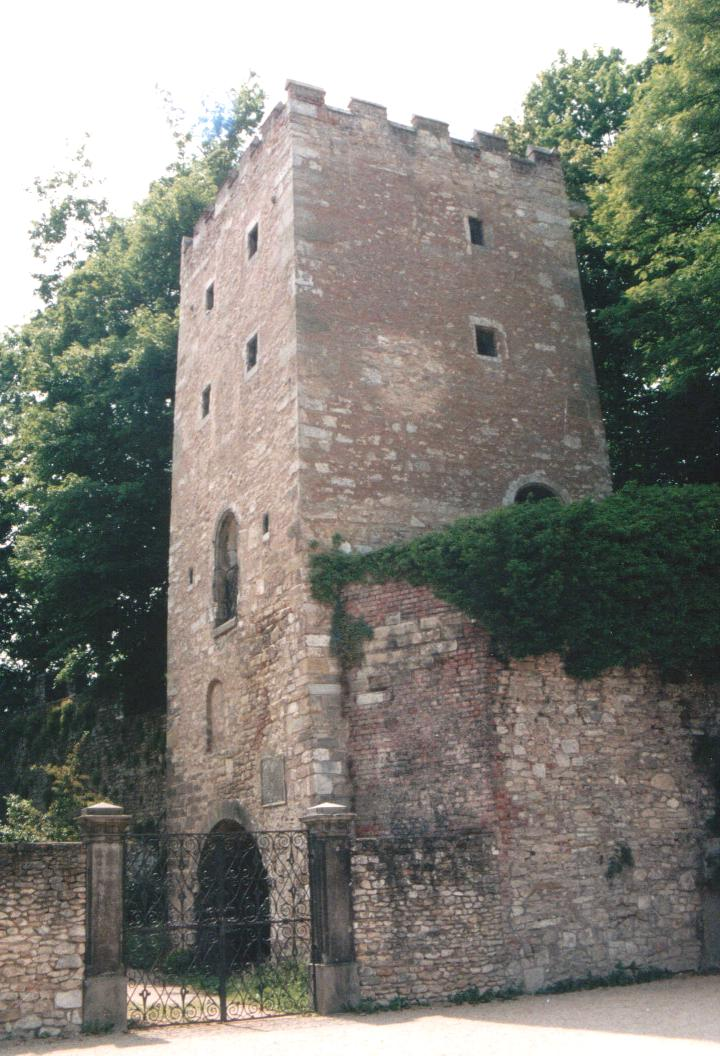
Prebrunnturm (Ostseite) im Regensburger Herzogspark

## Bau- und Kunstdenkmäler

### Das Palais
Der Park wird im Süden begrenzt durch das Württembergische Palais, in dem heute das Naturkundemuseum Ostbayern untergebracht ist. Das Palais besteht aus drei stumpfwinklig miteinander verbundenen Flügeln, deren Schauseiten sowohl zur Prebrunnstraße als auch zum Park hin ausgerichtet sind. Bemerkenswert erscheinen die Stuckfriese Christian Itelsbergers, die in antikisierender Weise etwa Prozessionen von Frauen mit Blumenschalen und Blütengebinden darstellen.

### Der Prebrunnturm
Markantestes Baudenkmal ist der viergeschossige, auf einem quadratischen Grundriss ruhende, knapp 10 m hohe Prebrunnturm. Eine von einer Löwenfigur bewachte Tafel über dem Eingang trägt die Inschrift „ANNO DOMINI MCCLXXXXIII HOC OPUS INCEPTUM EST IN VIGILIA BEATI GEORGII“ und weist damit darauf hin, dass mit dem Bau dieses Torturms auch der Bau der mittelalterlichen Stadtbefestigungsanlagen am Vigiltag vor St. Georg (22. April) des Jahres 1293 begonnen wurde. Dieser Turm war also das westliche Gegenstück zum Torturm des Ostentores und sollte die wichtige Handelsstraße nach Nürnberg kontrollieren, die von hier aus zur Fähre über die Donau führte. Schon 1552 im Vorfeld des drohenden Schmalkaldischen Krieges wurde vor dem Tor eine zum Donauufer hin gerundete Basteimauer errichtet, jedoch war bald ersichtlich, dass der Turm zu niedrig geraten war und erhöht werden musste. Auch weitere Baumaßnahmen und die Verstärkung durch ein vorgesetztes Hornwerk konnten nicht verhindern, dass die gesamte Anlage mit dem Torturm im Dreißigjährigen Krieg im Verlauf der Kämpfe um Regensburg völlig zusammengeschossen wurde. Noch vor Beendigung des Krieges wurde die Anlage mit Turm 1642 wieder aufgebaut, verschwand dann aber endgültig 1656 nach Beendigung des Krieges bei den umfassenden Baumaßnahmen zum Bau einer neuen Bastei. Die Mauern der neuen Bastei wurden erheblich erhöht und verstärkt, weil man im Verlauf des Krieges während der Kämpfe um Regensburg erkannt hatte, dass die alte Bastei nur schwer zu verteidigen war, wenn es dem Feind gelang, auf der gegenüberliegenden Donauinsel Kanonen aufzustellen.
Heute ist beim Prebrunnturm die ursprüngliche Stadttorsituation in Bezug auf den westlich außerhalb der Stadtmauer liegenden Vorort Prebrunn nicht mehr erkennbar. Die beiden seitlichen, westlich vorgelagerten Tortürme fehlen und auch der Übergang über den Stadtgraben ist nicht vorhanden. Außerdem ist die ebenerdige Tordurchfahrt durch den auf der Westseite angeschütteten Hügel der Bastei verschlossen. Die heute sichtbare hohe Basteimauer einer großen Bastei wurde erst 1656 errichtet, nachdem man mit der wesentlich kleineren Bastei mit niedriger Basteimauer so schlechte Erfahrungen gemacht hatte. Der Eingang in den Turm befindet sich seitdem im ehemaligen ersten Obergeschoss des Turmes. Der Prebrunnturm kann im Sommer bestiegen werden und bietet eine Aussicht auf die turmreiche Silhouette der Regensburger Altstadt sowie auf die unmittelbar am Park vorbeifließende Donau. Nördlich des Turms finden sich Reste der Bastei.

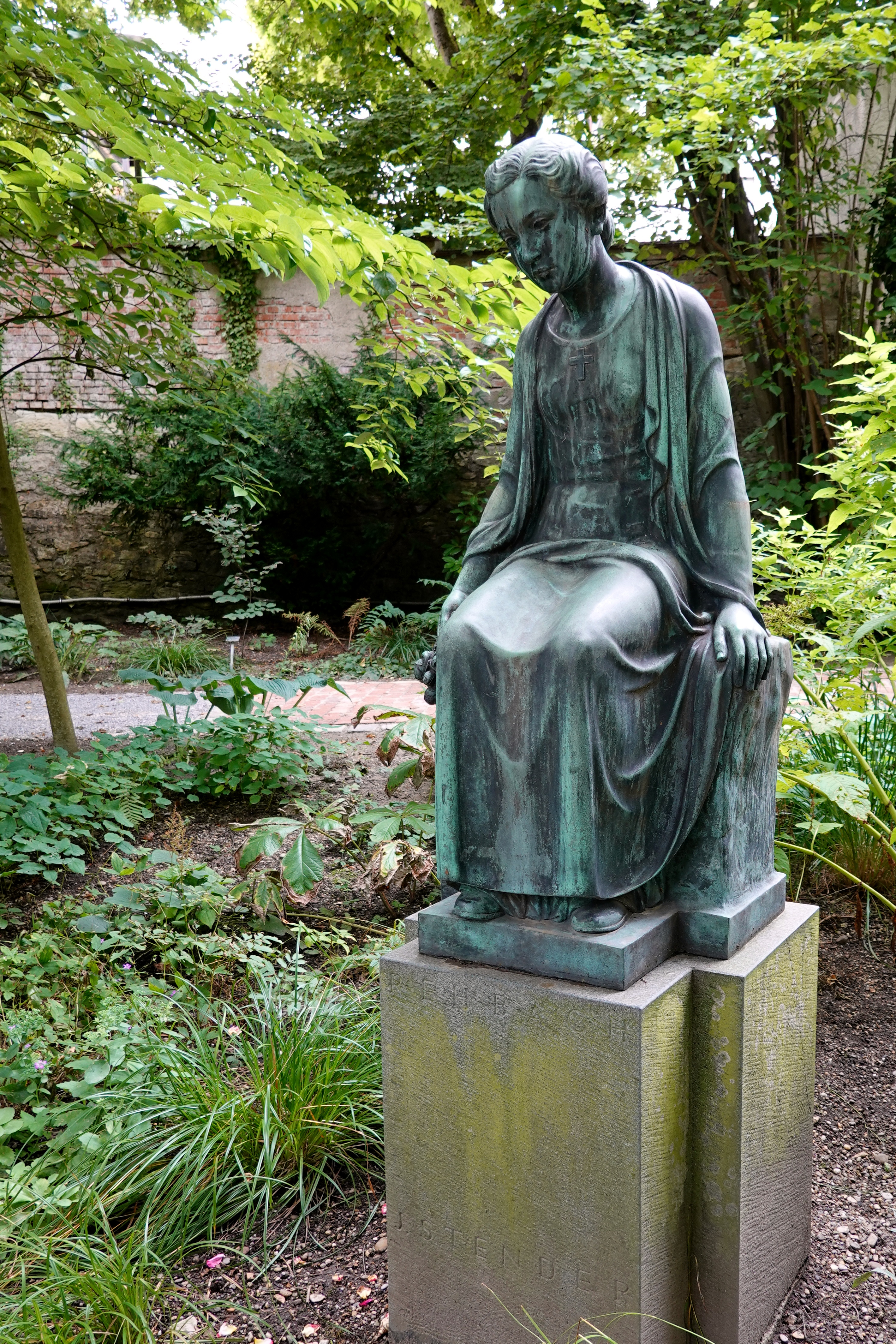
Julchen-Stender-Skulptur

Im Nordwestteil des Parks steht die Bronzeskulptur eines sitzenden Mädchens mit einem Strauß von Rosen in der Hand. Bei der Figur handelt es sich um die Tochter des damaligen Inhabers der ehemaligen Regensburger Bleistiftfabrik Rehbach Julchen Stender, die 1921 nur 18 Jahre alt verstarb. Nach der Auflassung ihrer Grabstätte auf dem Evangelischen Zentralfriedhof wurde die Figur 1979 dem Stadtgartenamt überlassen und im Herzogspark, den das verstorbene Mädchen häufig besucht hatte, in der Nähe ihres Wohnhauses aufgestellt.

## Geschichte
Die Ursprünge der heutigen Park-Anlage reichen bis in das Jahr 1293 zurück, als nach Erweiterung der Stadt Regensburg die neu entstandene sog. „Westnerwacht“ mit ihren Häusern und Kirchen durch den Bau einer neuen Stadtmauer mit Zwinger und eines neuen Stadttores in das Stadtgebiet einbezogen und geschützt werden sollten. Der zur Stadtmauerzugehörige Stadtgraben ist heute ein wesentlicher Teil des Herzogsparks und trägt neben den erhaltenen Mauern und Erhöhungen zur besonderen Topographie des Parkes bei. Durch das Prebrunntor führte  nach Übersetzung über die Donau die Fernstraße nach Franken. Bis zur späteren Verlagerung, der Fernhandelswege auf das Nordufer der Donau, besonders aber im Mittelalter war dieser Weg einer der wichtigsten Handelswege der Zeit. Bereits 1552 ließ Graf von Eberstein beim Tor einen künstlichen Hügel aufschütten und auf dem Hügel eine Bastei errichten, die einen erwarteten Angriff der Truppen des Schmalkaldischen Bundes verhindern sollte. Als die Stadt Regensburg nach 1557 begann, Handelsbeziehungen mit den Ziegeleibetrieben im Vorort Prebrunn aufzunehmen, wurde die Tordurchfahrt wieder passierbar gemacht.

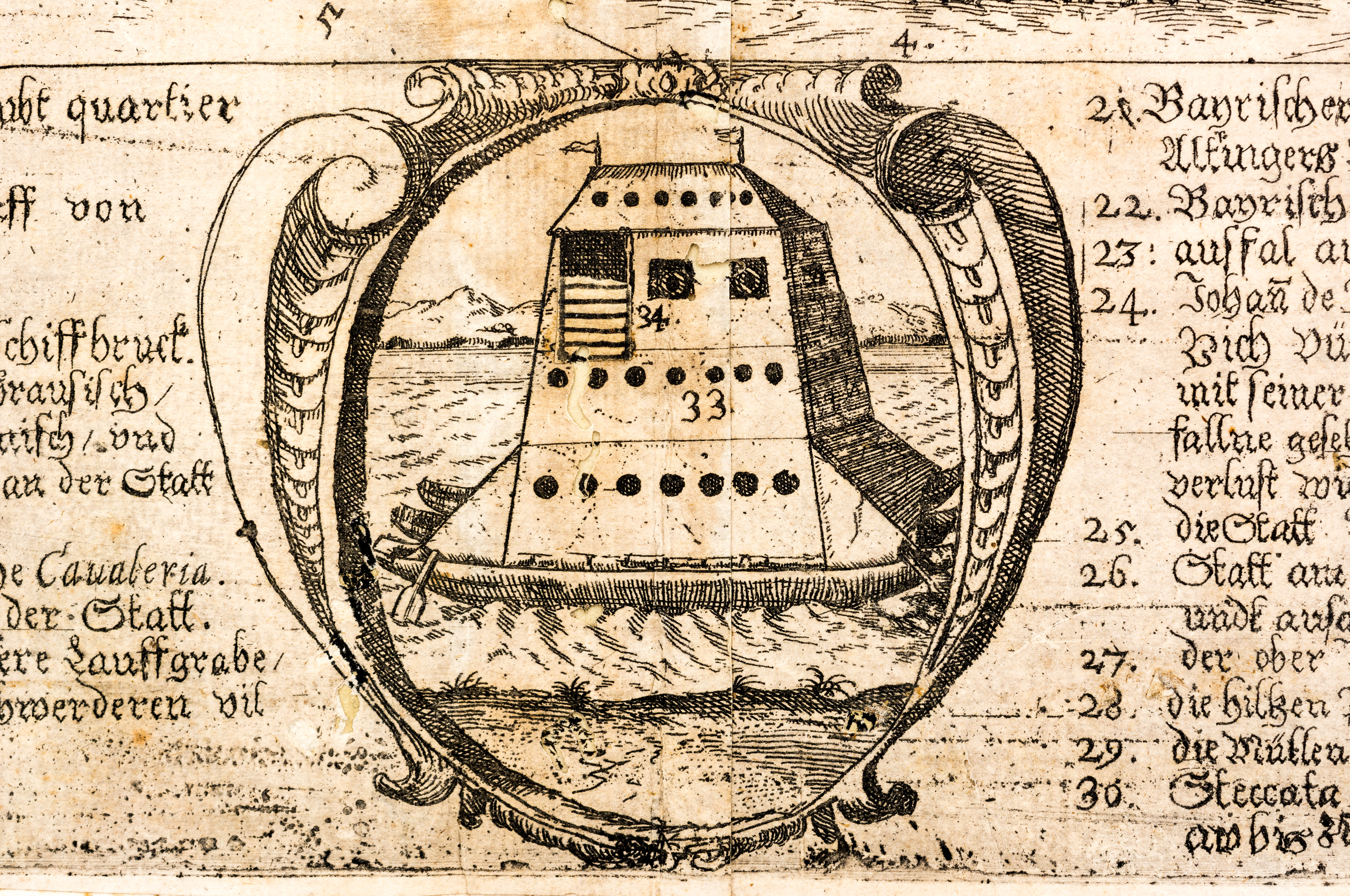
Kaiserliches Kanonenboot Belagerung von Regensburg

Starke Veränderungen der Verteidigungsanlagen beim Prebrunntor waren eine Folge des Dreißigjährigen Krieges. Im Verlauf der Kämpfe um Regensburg (1632–1634)  wurde Regensburg 1632 von bayerischen Truppen besetzt und nur ein Jahr später durch  mit Regensburg verbündete  schwedischen Truppen wieder befreit. Dabei kam es am 3. November 1633 zum entscheidenden Durchbruch der Schweden durch die Stadtmauer südlich neben dem Prebrunntor. Dort hatte der schwedische Heerführer Herzog Bernhard von Weimar eine Bresche in die Mauer schießen lassen, was das Eindringen und die Rückeroberung der Stadt durch die schwedischen Truppen ermöglichte. Bereits Ende Juli 1634 kam es erneut zur erfolgreichen Eroberung von Regensburg durch kaiserliche und bayerische Truppen, wieder verbunden mit  sehr heftigen Beschießungen der Befestigungsanlagen beim Prebrunntor, diesmal durch Kanonen, die jenseits der Donau auf dem Oberen Wöhrd aufgestellt waren. Auch mit speziellen Kanonenbooten wurde versucht auf der Donau nahe an die Stadtmauern heranzukommen, um die Mauern zu zerstören. Nach den Beschießungen war der Prebrunnturm und die Mauern so stark beschädigt, dass die Zerstörungen erst 1643 wieder beseitigt waren.
Nach den im Krieg gemachten Erfahrungen wollte man sich nicht mehr wie bisher allein auf die Sperrung der Donau durch Ketten verlassen. Der Magistrat fasste 1656 den Beschluss, vor dem Prebrunntor eine mit Kanonen bestückte, durch Quadersteine befestigte, erhöhte und mächtige Bastei zu errichten. Es ist diese Bastei, die noch heute den  Park prägt. Durch die erforderlichen Erdanschüttungen an den Prebrunnturm wurde der direkte Weg durch das Prebrunntor nach Regensburg wie schon 1552 erneut abgeschnitten. Als Ersatz verblieb nur das südlich des heutigen Parks in der ehemaligen  Stadtmauer platzierte Prebrunner Türl, mit einem Fußgängersteg über den Stadtgraben, der erst 1832 durch eine Brücke ersetzt wurde.
1804 kaufte der Fürstlich Thurn & Taxissche Geheime Rat Georg Friedrich Ritter von Müller das Gelände, vereinigte es mit drei im Süden angrenzenden ererbten Anwesen und schuf eine private Gartenanlage. Am Südostrand der Anlage ließ er von Emanuel Herigoyen ein klassizistisches Palais errichten, das heute das Naturkundemuseum Ostbayern beherbergt. Nach Müllers Tod ging die Anlage 1843 in den Besitz des Hauses Thurn und Taxis über; das genannte Palais diente als Residenz der Schwester des Fürsten Maximilian Karl, der Herzogin Marie Sophie von Württemberg, auf deren Titel auch der heutige Name des Herzogsparks zurückgeht.